# Молостова Ірина Олександрівна
Іри́на Олекса́ндрівна Мо́лостова (29 січня 1929, Москва, Російська СФРР, СРСР — 13 лютого 1999, Москва, Росія) — українська режисерка. Заслужена діячка мистецтв УРСР (1964). Народна артистка УРСР (1976).

## Біографія
Народилася в Москві, Росія. Закінчила режисерський факультет Інституту театрального мистецтва ім. А. Луначарського (1952, стажувалася у Бориса Покровського в Большому театрі) в Москві.
У 1952—1958 та 1978—1980 роках — режисерка Київського російського драматичний театр ім. Лесі Українки, у 1958—1978 та у 1980—1999 роках — режисерка Національної опери України.
Викладала в Київському державному інституті театрального мистецтва ім. І.Карпенка-Карого. З 1976 р. — професорка.
Померла 13 лютого 1999 р. в Москві. Похована в Києві.
Авторка-постановниця вистав:
- «Вишневий сад» А. Чехова (1980), «Майстер і Маргарита» М. Булгакова (1987), «Талан» М. Старицького (1994) — Київський український драматичний театр ім. Івана Франка,
- «Катерина Ізмайлова» Д. Шостаковича (1965), «Євгеній Онєгін» П. Чайковського (1972 та 1983), «Хованщина» М. Мусоргського (1963 та 1988), «Чіо-Чіо-сан» Дж. Пуччіні (1995) у Київському театрі опери та балету,
- «Псковитянка» М. Римського-Корсакова (1993 — Маріїнський театр, Санкт-Петербург, Росія),
- «Орлеанська діва» П. Чайковського (1994 — театр опери, Генуя, Італія).

Фільмографія: Співавторка сценарію і режисерка фільму «Наймичка» (1964), авторка сценарію і режисерка стрічки «Театр і поклонники» (1967).

## Пам'ять

Меморіальна дошка Ірині Молостовій та Борису Каменьковичу в Києві

- 2006: «Театральні силуети. Ірина Молостова» (документальна телепередача, ДТРК «Культура», автор і ведучий — Олег Комаров, режисер — Г. Черняк)
- У березні 2011 році на фасаді будинку по вулиці Марії Заньковецької, 10/7, де проживали Ірина Молостова і Борис Каменькович, відкрито меморіальну дошку; дошка — бронза, скульптор Володимир Щур.